# 刘昕
刘昕（1957年—），汉族，中华人民共和国政治人物、第十一届全国政协委员。

## 生平
担任中山大学食品与健康工程研究院院长、国际欧亚科学院院士。2008年，当选第十一届全国政协委员，代表农业界，分入第三十九组。2018年1月，当选第十三届全国政协委员。